# (5140) Kida
(5140) Kida (1990 XH) – planetoida z pasa głównego asteroid okrążająca Słońce w ciągu 5,67 lat w średniej odległości 3,18 j.a. Odkryta 8 grudnia 1990 roku.